# Kralj Min
Kralj Min je glavni književni junak dela Ure kralja Mina, ki ga je leta 1996 napisala Bina Štampe Žmavc.

## Vsebina dela
V sončni deželi je živel mogočen kralj Min. Nekega večera je sanjal o podivjanih urah in se ves poten prebudil ravno v trenutku, ko so ure udarile enajsto uro ponoči. Urarčku je ukazal, naj ustavi petje kraljevih ur. Bolj kot bitje ur pa je kralja motila njegova minljivost. Opažal je, da njegova brada postaja vedno bolj siva, začel je hrepeneti po mladosti in večnosti in deželi, kjer se ne bi starali. Na dvor je poklical Čarovnika in mu ukazal, naj začara, da bo njegova brada spet črna in da naj začara čas. Toda Čarovnik časa je bil mogočnejši od kraljevega Čarovnika. Nato se je domislil, da bi lahko ure privili tako, da bi tekle prepolovljeno. Urarček je vsem uram privil mehanizem tako, da so odslej tekle po prepolovljenem času. Sprva je kralj Min bil zelo zadovoljen, saj je mislil, da je ukanil čas. Toda nastopile so še večje težave. Na zajtrk je čakal predolgo, hrana se je kuhala predolgo in je zato bila popolnoma neužitna, na lov so se odpravili prepozno in zaradi vročine niso ničesar ujeli. Na dvoru pa so kralja Mina pričakale kraljeve dolžnosti. Turški general, indokinska princesa in angleški lord so se kralju pritožili zaradi strategije goljufivih ur, saj je odtlej vse šlo narobe. Na dvor pa je prispelo še kup raznih pritožb, zato je kralj ukazal Urarčku, naj ure uglasi po starem. Medtem, ko se je Urarček lotil uravnavanja mehanizmov, je kralj utonil v globok spanec. Sanjal je, da je na semenju zamenjal zakladnico kraljevih draguljev za zakladnico časa in tako v goljufiji izgubil svoje premoženje. Zadihan se je zbudil in Urarček mu je svetoval, naj neha misliti na zlate čase in naj si osreči sedanji čas. Tako se je kralj Min odločil, da bo osrečil druge ter podaril po tri rdeče dragulje vsem, ki so jih onesrečile in oškodovale njegove upočasnjene ure. Tako je osrečil veliko ljudi, s tem pa je osrečil tudi sebe.

## Nekaj o avtorici dela
Bina Štampe Žmavc se je rodila Celju, 4. oktobra 1951. Po maturi na gimnaziji v Celju je študirala primerjalno književnost in literarno teorijo na FF v Ljubljani. Kot absolventka je pet let poučevala slovenščino in na šoli, kjer je poučevala, začela z otroškim gledališčem. V trinajstih letih je z majhnimi in večjimi otroki ugledališčila praktično vso slovensko otroško in mladinsko poezijo. Za potrebe tega gledališča so nastale tudi njene prve pesmi, zgodbe in dramski teksti za otroke in mladino, ki jih je tudi sama režirala. Pisala je seveda že mnogo prej. Poezijo za odrasle je objavljala najprej v gimnazijskem glasilu Brstiči, pozneje v Dialogih, Mentorju, Obrazih.

## Oznaka glavnega književnega junaka
Kralj Min je netipičen književni lik. Običajno so kralji v mladinski književnosti odločni, samozavestni, samostojni in ne potrebujejo nasvetov svojih podložnikov za vladanje. Kralj Min pa je preobremenjen s staranjem in zlatimi časi, ki so že minili, v svoji zmedenosti se nenehno obrača na Urarčka in skuša postati lovec na čas. Tako se v bitki s časom obrne na Čarovnika, Urarčka in skuša z njuno pomočjo najti učinkovito sredstvo proti minljivosti, vse dokler sam ne pride z Urarčkovo pomočjo do spoznanja, da je nesmiselno pokopavati izgubljeni čas in da si moramo osrečiti čas, ki nam je na voljo. Tako zgodba dobi tudi svoj nauk, ki je lahko vodilo mladim bralcem.

### Ostali književni junaki
- Urarček
- Čarovnik
- Kuhar